# Mullins (Caroline du Sud)
Pour les articles homonymes, voir Mullins.

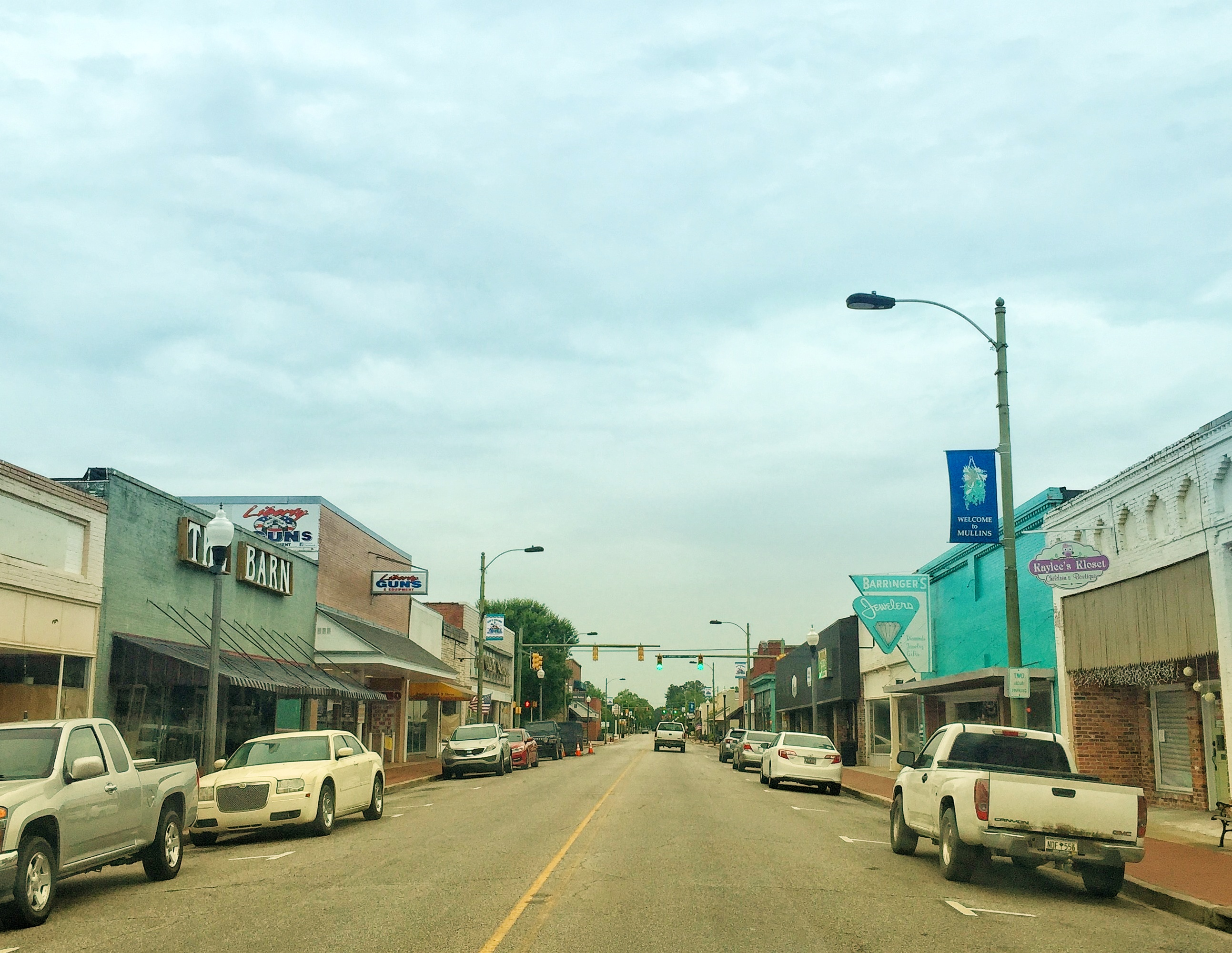
Centre-ville de Mullins

Mullins est une ville des États-Unis, située dans le Comté de Marion en Caroline du Sud.

## Géographie

### Démographie
La population était de 5 029 habitants en 2000.
| 1890 | 1900 | 1910  | 1920  | 1930  | 1940  |
| ---- | ---- | ----- | ----- | ----- | ----- |
| 242  | 828  | 1 832 | 2 379 | 3 158 | 4 392 |

| 1950  | 1960  | 1970  | 1980  | 1990  | 2000  |
| ----- | ----- | ----- | ----- | ----- | ----- |
| 4 916 | 6 229 | 6 006 | 6 068 | 5 910 | 5 029 |

| 2010  | - | - | - | - | - |
| ----- | - | - | - | - | - |
| 4 663 | - | - | - | - | - |

## Histoire
Son nom vient du Colonel William S. Mullins qui a représenté le comté entre 1852 et 1866.